# 5-O-(4-クマロイル)-D-キナ酸-3'-モノオキシゲナーゼ
5-O-(4-クマロイル)-D-キナ酸-3'-モノオキシゲナーゼ（5-O-(4-coumaroyl)-D-quinate 3'-monooxygenase）は、フェニルプロパノイド、フラボノイド、スチルベノイド、ジアリールヘプタノイドおよびゲラニオール生合成酵素の一つで、次の化学反応を触媒する酸化還元酵素である。
trans-5-O-(4-クマロイル)-D-キナ酸 + NADPH + H+ + O2 {\displaystyle \rightleftharpoons } trans-5-O-カフェオイル-D-キナ酸 + NADP+ + H2O
この酵素の基質はtrans-5-O-(4-クマロイル)-D-キナ酸、NADPH、H+とO2で、生成物はtrans-5-O-カフェオイル-D-キナ酸、NADP+とH2Oである。
組織名はtrans-5-O-(4-coumaroyl)-D-quinate,NADPH:oxygen oxidoreductase (3'-hydroxylating)で、別名に5-O-(4-coumaroyl)-D-quinate/shikimate 3'-hydroxylase、coumaroylquinate(coumaroylshikimate) 3'-monooxygenaseがある。